# 9. østlige længdekreds
Den 9. østlige længdekreds (eller 9 grader østlig længde) er en længdekreds, der ligger 9 grader øst for nulmeridianen. Den løber gennem Ishavet, Atlanterhavet, Europa (inkl. Danmark), Afrika, det Sydlige Ishav og Antarktis.
I Danmark skærer den 9. østlige længdekreds gennem Jylland fra lidt øst for Løgumkloster til Bulbjerg. Den løber også gennem Herning.